# Karina Goma
Karina Goma est une réalisatrice, scénariste, chroniqueuse et journaliste québécoise.
Elle a commencé sa carrière publique en participant à La course destination monde, une émission de la télévision de Radio-Canada. Elle était la plus jeune participante lors de la saison 1990-91, la Course Europe-Asie. 
Elle a réalisé plusieurs documentaires :
- Les justes (2002)
- Todo incluido (2004)
- Un coin du ciel (2007)
- Ligne ouverte (titre de travail : Les Tribuns) (2009)